# Wolfe City
Wolfe City – miasto w Stanach Zjednoczonych, w stanie Teksas, w hrabstwie Hunt.